# Krajowe Centrum Promocji Zdrowia w Miejscu Pracy
Krajowe Centrum Promocji Zdrowia w Miejscu Pracy (w skrócie KCPZwMP, ang. National Centre for Workplace Health Promotion, w skrócie NCWHP) – czołowy w Polsce ośrodek badawczo-wdrożeniowy zajmujący się upowszechnianiem koncepcji promocji zdrowia w sferze pracy, badaniem uwarunkowań przebiegu i efektów tego procesu oraz konsultowaniem i wdrażaniem zakładowych programów prozdrowotnych. Funkcjonuje od 1 grudnia 1996 w Instytucie Medycyny Pracy im. prof. J. Nofera w Łodzi powołanym przez Ministra Zdrowia w 1952 roku.
Kierownikiem Centrum jest dr Elżbieta Korzeniowska (socjolog zdrowia). W skład zespołu wchodzą: dr Dorota Chromińska-Szosland (doktor nauk medycznych), mgr Eliza Goszczyńska (specjalista zdrowia publicznego), mgr Kamila Knol-Michałowska (pedagog), dr Piotr Plichta (pedagog), dr Krzysztof Puchalski (socjolog zdrowia), dr hab. Jacek Pyżalski (pedagog), mgr Alicja Petrykowska (socjolog), mgr Anna Ratajewska (specjalista zarządzania międzynarodowego).

## Historia
Orędownikiem koncepcji promocji zdrowia w sferze pracy był prof. J.A. Indulski, były dyrektor Instytutu Medycyny Pracy w Łodzi. Stworzony przez niego zespół socjologów zdrowia od 1986 roku zajmował się problematyką zachowań zdrowotnych populacji pracujących w kontekście ich stanu, uwarunkowań i procesów przekształcania w pożądanym, z punktu widzenia zdrowia, kierunku.
Początek działań popularyzujących promocję zdrowia w miejscu pracy, podejmowanych przez IMP przypada na rok 1989, kiedy zagadnienia związane z umacnianiem zdrowia aktywnych zawodowo zostały włączone do programów kursów specjalizacyjnych z zakresu medycyny pracy. W 1994 w Instytucie Medycyny Pracy w Łodzi powstał Zakład Promocji Zdrowia, który w 1996 przekształcony został w Krajowe Centrum Promocji Zdrowia w Miejscu Pracy.
W latach 1999–2000 Centrum prowadziło prace związane z oceną jakości działań z zakresu promocji zdrowia w zakładach pracy.
W 2001 roku, po procedurze akredytacyjnej, Krajowe Centrum Promocji Zdrowia w Miejscu Pracy zostało członkiem „Europejskiej Sieci Promocji Zdrowia w Miejscu Pracy” i jedynym w Polsce krajowym biurem kontaktowym tej sieci.
W 2002 roku zapoczątkowano strategię budowania lokalnych koalicji na rzecz rozwoju promocji zdrowia w miejscu pracy, wzmacniających działania Wojewódzkich Ośrodków Medycyny Pracy w tym zakresie. Działania polegały na wspieraniu lokalnych ogniw „Ogólnopolskiej Sieci Promocji Zdrowia w Miejscu Pracy” i w pierwszym etapie dotyczyły województw: świętokrzyskiego, kujawsko-pomorskiego i podkarpackiego.
Od 2003 roku Centrum jest członkiem Partnerstwa Wymiaru Północnego w Dziedzinie Zdrowia i Opieki Społecznej (NDPHS).
KCPZwMP zrealizowało kilkadziesiąt projektów krajowych i międzynarodowych podejmujących problematykę promocji zdrowia w miejscu pracy.

## Nagrody i wyróżnienia
W uznaniu dorobku naukowego dotyczącego promocji zdrowia pracujących WHO uhonorowała Krajowe Centrum Promocji Zdrowia w Miejscu Pracy Nagrodą Państwa Kuwejt za wybitny wkład w badania w dziedzinie promocji zdrowia, wręczoną na 62. sesji Światowego Zgromadzenia Zdrowia, które odbyło się 21 maja 2009 w Pałacu Narodów w Genewie. Nagroda ustanowiona w 2004 przyznawana jest osobom, instytucjom i organizacjom pozarządowym, które wykazały się wybitnym dorobkiem naukowym w obszarze promocji zdrowia. Centrum jest jedyną w Polsce instytucją, której przyznano tę nagrodę i znajduje się w gronie siedmiu laureatów z całego świata.